# Carnaval de Torres Vedras
O Carnaval de Torres é uma das festividades de carnaval que se mantêm fiéis às tradições da comemoração do entrudo em Portugal. Este carnaval distingue-se na celebração dos festejos contando com a participação espontânea e massiva dos cidadãos.
Actualmente o Carnaval de Torres é organizado pela Câmara Municipal de Torres Vedras, pela Real Confraria do Carnaval de Torres e pela empresa municipal de organização de eventos Promotorres.

## A Celebração do Carnaval
Nos corsos participam os carros alegóricos, os grupos de desfile, as "matrafonas" (homens mascarados de mulher. Homens vestidos com roupas de mulher, peruca e maquilagem) e os famosos cabeçudos (bonecos gigantes) acompanhados pelos "Zés-Pereiras". Contudo, os populares se associam à folia, maioritariamente mascarados, e desfilam nos espaços livres entre os carros alegóricos e os grupos de desfile. O Rei e Rainha do carnaval são dois homens, um dos homens vestido de mulher.
A interacção entre o público e os mascarados é em grande parte feita através do arremesso dos "cocotes" (Originalmente a pequena bola era feita de papel de seda atada com uma fita e contendo no seu interior graínhas de uva seca, e actualmente fazem com restos de serradura e raspas de borracha) entre ambos.
Na sexta-feira, sai o corso das escolas; desfilam pelas ruas as crianças das escolas primárias e secundárias, com mascaras elaboradas nas escolas. Sábado à noite é dada ainda a oportunidade a todos os grupos que se mascarem e participem na festa do desfile de grupos de mascarados, que só no ano de 2007 contou com mais de 3000 figurantes.
A música é também toda ela local, tentando manter as raízes portuguesas. O "toca a andar" é o veiculo fabricado pela câmara para fazer de palco móvel à banda "Baco", que anima o Carnaval com música brasileira, mas também portuguesa.
Este Carnaval caracteriza-se por ser realizado bem no centro da cidade e por ter diferentes palcos: O circuito do desfile, o palco dos DJ's, em diversos pontos do centro: a Praça da Cebola, o Mercado Municipal e o parque do Choupal. É de importância destacar a tradicional Praça da Batata, que não recebe palcos desde 2023. Há ai o circuito de bares na zona histórica que anima os foliões durante toda a noite.
Os corsos principais são compostos por carros alegóricos oficiais, (carros estes que chegam a atingir os 5 metros de altura!!) e ainda por carros espontâneos que têm vindo a participar cada vez mais e melhor.
O Carnaval de Torres Vedras auto intitula-se de "O mais português de Portugal".

## Corsos e atividades
Normalmente, os corsos e atividades do Carnaval de Torres Vedras distribuem-se, da seguinte forma, nos diferentes dias:
Inauguração do monumento ao carnaval:
- Realizado no sábado 20 dias antes do começo do Carnaval

Visita do Carnaval de Torres Vedras a Lisboa
- Realizado no sábado anterior ao Carnaval

6ª feira:
- Corso infantil - Manhã
- Baile de máscaras tradição - Tarde
- Chegada dos Reis - Noite
- Palcos com DJ's - Noite

Sábado:
- Corso Noturno - Noite
- Palcos com DJ's - Noite

Domingo:
- Corso Diurno - Tarde
- Palcos com DJ's - Noite

2ª feira:
- Corso Trapalhão - Noite
- Palcos com DJ's - Noite

3ª feira:
- Corso Diurno - Tarde

4ª feira:
- Enterro do Entrudo - Noite

## 2009
Em 2009 o Ministério Público proibiu a divulgação de imagens pornográficas coladas sobre uma réplica do computador Magalhães, que fazia parte do Monumento, uma construção temática que todos os anos satiriza um aspecto da actualidade.

## Covid-19
O Carnaval de Torres Vedras, devido à pandemia da Covid-19, teve a sua realização cancelada nos anos de 2021 e 2022, onde recebeu os temas de "a máscara" e "cidade carnaval", respetivamente.

## Entidades Envolvidas na Organização do Evento
- Camara Municipal de Torres Vedras
- Promotorres, Empresa Municipal
- Real Confraria do Carnaval de Torres, Associação

- Associação de Ministros e Matrafonas do Carnaval de Torres Vedras

## Ligações Externas
- Informações e Fotografias do Carnaval de Torres
- Fotografias do Carnaval de Torres
- Site Oficial do Carnaval de Torres
- Carnaval de Torres Vedras 2014
- Torres Vedras Web